# Kållereds distrikt
Kållereds distrikt är ett distrikt i Mölndals kommun och Västra Götalands län. 
Distriktet ligger söder om Mölndal och motsvaras av de båda kommundelarna Västra Kållered och Östra Kållered.

## Tidigare administrativ tillhörighet
Distriktet inrättades 2016 och utgörs av Kållereds socken i Mölndals kommun.
Området motsvarar den omfattning Kållereds församling hade vid årsskiftet 1999/2000.

## Tätorter och småorter
I Kållereds distrikt finns en tätort.

### Tätorter
- Göteborg (del av)

De tidigare tätortena Kållered och Tulebo ingår sedan 2015 i tätorten Göteborg.